# アイドリング!!! 9thライブ ボンノウの数だけ愛がある!お正月eveング!!!
『アイドリング!!! 9thライブ ボンノウの数だけ愛がある!お正月eveング!!!』は、アイドリング!!!のライブDVDである。2011年5月18日にポニーキャニオンからリリースされた。

## 概要
- 2010年12月31日・大晦日に中野サンプラザで開催された、アイドリング!!!9thライブの昼夜公演、及び年越しカウントダウン公演を収録した2枚組DVDである。
- Disk-1は、9thライブの夜公演に一部昼公演を含む編集版、Disk-2には、年越し公演「カウントダウンパーティーング!!!2010-2011」が収録されている。
- 女性専用席が設けられた。
- 同日3公演により、アイドリング!!!の最高動員数を記録した。

カウントダウンパーティーング!!!
- 年齢制約により、18歳以上のメンバーのみ出演した。
- メンバーによるミュージカル喜劇や、アコースティック演奏が披露された。

特典・販促
- 特典として、オリジナルポストカード（3種のうち、ランダムで1種）が封入されている。

9thライブ参加メンバー
- 遠藤舞、外岡えりか、谷澤恵里香、フォンチー、横山ルリカ、森田涼花、河村唯、長野せりな、酒井瞳、朝日奈央、菊地亜美、三宅ひとみ、橘ゆりか、大川藍、橋本楓、倉田瑠夏、伊藤祐奈、野元愛、後藤郁、尾島知佳

カウントダウンパーティーング!!!参加メンバー
- 遠藤舞、外岡えりか、谷澤恵里香、フォンチー、横山ルリカ、森田涼花、河村唯、酒井瞳、菊地亜美、三宅ひとみ、橘ゆりか

## 収録曲
Disk-1 9thライブ
1. eve
2. S.O.W. センスオブワンダー
3. メドレー
1.恋ゴコロ
2.草食系カーニバル
3.目には青葉 山ホトトギス 初恋
4. ヤングチームメドレー
1.百花繚乱アイドリング!!!
2.モテ期のうた
3.放課後テレパシィ
4.ドキドキが止まらない♡
5. まけへんで
6. キャラメルラテ飲み行こー!
7. ラブマジック♡フィーバー
8. StarGirl★StarBoy
9. 機種変エクスタシィ
10. SUNRISE
11. Don't be afraid
12. ガンバレ乙女(笑)
13. プールサイド大作戦
14. Iのスタンダード
15. Like a shooting star（アンコール）
16. Snow celebration（アンコール）
17. モテ期のうた～season2～（アンコール）
18. さよなら・またね・だいすき（アンコール）

Disk-2 カウントダウンパーティーング!!!
1. ミュージカル喜劇「年越しソバ」
2. 百花繚乱アイドリング!!!
3. キミがスキ
4. Stay with me
5. 犯人はあなたです♡
6. 目には青葉 山ホトトギス 初恋（アコースティックver.）
7. 告白
8. 「職業:アイドル。」
9. S.O.W. センスオブワンダー（カウントダウン）
10. 無条件☆幸福
11. friend